# Gašper Vidmar
Gašper Vidmar, slovenski košarkar, * 14. september 1987, Ljubljana.
Gašper je s svojimi 211 cm in skoraj 120 kg igralec na poziciji klasičnega centra. Poleg igranja v klubih je tudi večkratni član slovenske državne reprezentance. 

## Klubska kariera
Vidmar je kariero začel v klubu Janče STZ, kjer je igral kot mladinec med letoma 2002 in 2005, ko je prestopil k ljubljanskemu Slovanu. Leta 2007 je odšel v Turčijo, kjer je igral velik del svoje kariere. Najprej je postal igralec carigrajskega kluba Fenerbahçe.
Leta 2009 se je na kratko za eno sezono vrnil v Slovenijo. Kot posojeni igralec je zaigral za Union Olimpijo in z njo osvojil tako naslov državnega kot tudi pokalnega prvaka Slovenije. V tekmovanju slednjega je bil tudi izbran za najboljšega igralca.
Po sezoni v Olimpiji se je vrnil v Carigrad kjer je igral naslednji dve sezoni dokler ni leta 2012 bil zopet posojen v drug klub. Tokrat za ravno tako carigrajski Beşiktaş, kjer je ostal za eno sezono. Po tej sezoni se je vrnil zopet v Fenerbahçe vendar mu je poškodba preprečila igranje v celotni sezoni. Nato je oktobra 2014 postal član še tretjega carigrajskega kluba, to je   Darüşşafaka, za katerega je igral zgolj eno leto. Tako je leta 2015 postal član že svojega četrtega turškega kluba, tokrat je to Banvit.

## Državna reprezentanca
Za izbrano vrsto je zaigral že na Evropskem prvenstvu 2007. Nato je bil med člani še na Svetovnem prvenstvu 2010 in na Evropskem prvenstvu 2013, kjer je prikazal svoje najboljše igre v reprezentančni karieri. Nastope na več tekmovanjih so mu preprečile pogoste poškodbe.  